# 费利诺
费利诺（義大利語：Felino），是意大利帕尔马省的一个市镇。总面积38平方公里，人口8339人，人口密度219.4人/平方公里（2009年）。ISTAT代码为034013。